# Percy Clive
Percy Archer Clive, né le 13 mars 1873 et mort à Bucquoy le 5 avril 1918,, est un militaire et homme politique britannique, tué au combat durant la Première Guerre mondiale.

## Biographie
Percy Clive descend d'une famille de grands propriétaires terriens apparentée au général Robert Clive, gouverneur du Bengale au XVIIIe siècle. Edward Clive, arrière-grand-père de Percy Clive, est député whig de Hereford à la Chambre des communes des années 1820 aux années 1840. Charles Clive, le père de Percy, hérite de domaines dans le Herefordshire, dans le Warwickshire et en Irlande et meurt lorsque Percy n'a que dix ans.
Éduqué au collège d'Eton, Percy Clive suit ensuite une formation à l'Académie royale militaire de Sandhurst et intègre en 1891 les Grenadier Guards, régiment d'infanterie de l'Armée britannique. Promu capitaine en 1899, il participe à partir de cette année à la seconde guerre des Boers dans le sud de l'Afrique. Le Parti libéral unioniste le choisit comme candidat pour la circonscription de Ross-on-Wye pour les élections législatives de 1900. Percy Clive ne peut faire campagne, étant toujours sur le champ de la guerre sud-africaine à cette date. Mais il est soutenu par le Parti conservateur, allié des libéraux unionistes, et pour ces « élections kaki » marquées par la guerre, le Parti libéral ne présente pas de candidat contre le jeune soldat. Il est élu sans opposition, à l'âge de 27 ans.
Ce n'est qu'en mars 1902 qu'il occupe pour la première fois son siège au Parlement, revenant blessé de la guerre des Boers. Son premier discours à la Chambre des communes porte sur le nécessaire approvisionnement des soldats. De juin 1902 à décembre 1903, il est secrétaire parlementaire privé auprès de George Hamilton, ministre des Affaires indiennes dans le gouvernement de coalition des conservateurs et des libéraux unionistes mené par Arthur Balfour. De décembre 1903 à février 1905 il occupe cette même fonction auprès d'Ernest Pretyman, ministre responsable des finances de la Royal Navy, puis est nommé secrétaire parlementaire privé d'Austen Chamberlain, le chancelier de l'Échiquier. Il perd cette fonction lorsqu'il perd son siège de député aux élections de 1906, marquées par une victoire écrasante du Parti libéral. Dans sa circonscription de Ross-on-Wye, Percy Clive obtient 48,2 % des voix, battu de quelque 300 voix par le colonel Alan Gardner, candidat libéral et vétéran de la guerre anglo-zouloue,.
La mort d'Alan Gardner en 1908 provoque une élection partielle, et Percy Clive retrouve son siège, obtenant cette fois 55,7 % des voix face au candidat libéral, et le conserve lors des élections législatives anticipées de janvier puis de décembre 1910. En 1912 les libéraux unionistes se fondent dans le Parti conservateur. À l'entame de la Première Guerre mondiale, il réintègre les forces armées, tandis que son épouse Alice ouvre leur demeure de Whitfield Court, dans le sud du Herefordshire, à des réfugiés belges. Nommé commandant de la 2e compagnie du 2e bataillon des Grenadier Guards, le capitaine Clive est déployé en France en novembre 1914. Il est décoré de l'ordre national de la Légion d'honneur[Quand ?] par le général français Joseph Joffre pour avoir mené un major britannique et un soldat français en mission de reconnaissance nocturne d'une tranchée ennemie en février 1915, et avoir rapporté aux lignes alliées d'importantes informations stratégiques sur le déploiement local des forces allemandes. Il sera également décoré de la croix de guerre par la France,,.
En mai 1915, la 3e compagnie du bataillon est presque anéantie par le feu des mitrailleurs ennemis durant la bataille de Festubert. Le lieutenant-colonel Smith, commandant du bataillon, ayant été atteint d'une balle à la tête durant cet assaut, le commandement passe à un major, qui ordonne au capitaine Clive de mener la 2e compagnie à l'assaut des mitrailleurs allemands. Percy Clive refuse l'ordre, arguant qu'un tel assaut ne servirait à rien et sacrifierait sans but les vies de ses hommes. Le major est furieux, mais l'arrivée d'un major de brigade interrompt leur dispute, et l'officier nouveau-venu annule l'ordre d'attaque. Le 6 août, Clive est blessé par une mine, saignant des deux yeux et du nez, mais parvient à porter secours à un camarade enseveli par la terre projetée par l'explosion. De retour en Angleterre en permission, il reprend brièvement ses fonctions de députés, et prononce plusieurs discours pour encourager les jeunes hommes à se porter volontaires pour la guerre.
En juillet 1916 il est promu lieutenant-colonel et nommé commandant du 7e bataillon du régiment du Yorkshire-oriental, déployé en France. Le matin du 3 novembre, il est blessé par balles à la hanche, souffrant d'une grave fracture, et au bras droit. Il est envoyé en Angleterre pour une longue convalescence, mais ne se remet jamais pleinement de sa blessure, et demeure boiteux, participant avec des béquilles aux sessions de la Chambre des communes. Malgré cela, il retourne au front fin 1917, et est fait commandant du 5e bataillon du régiment de fusiliers du Lancashire. Le 5 avril 1918, il est tué en portant assistance à un camarade blessé, à Bucquoy dans le nord de la France.
Inhumé au cimetière militaire britannique du mémorial d'Arras, il est l'un des quarante-trois parlementaires britanniques morts durant la Guerre et commémorés par un mémorial à Westminster Hall, dans l'enceinte du palais de Westminster où siège le Parlement. Il laisse deux fils et trois filles. Ses deux fils rejoignent eux aussi les Grenadier Guards. Le second, Lewis Clive, champion olympique d'aviron aux Jeux olympiques d'été de 1932, rejoint le Bataillon britannique des Brigades internationales pour soutenir la République espagnole durant la guerre d'Espagne ; il est tué à la bataille de l'Èbre en 1938. L'aîné, Meysey Clive, est tué au combat en Afrique du nord durant la Seconde Guerre mondiale, en 1941.